# Штеккнадельхорн
Штеккнадельхорн (нем. Stecknadelhorn) — вершина высотой 4241 метр над уровнем моря в Пеннинских Альпах в кантоне Вале, в Швейцарии. Первое восхождение на вершину совершили Оскар Эккенштейн и Маттиас Цурбригген 8 августа 1887 года.

## Физико-географическая характеристика
Штеккнадельхорн расположен на юго-западе Швейцарии в кантоне Вале на гребне горного массива Надельграт. Гребень соединяет вершины Леншпитце, Надельхорн, Штеккнадельхорн, Хёбергхорн и Дюрренхорн (все вершины высотой выше 4000 метров, входят в основной список вершин-четырёхтысячников Альп, составленный UIAA; в этом списке Штеккнадельхорн расположен на 26 месте по высоте). На юге Надельграт соединяется с массивом Мишабель, на западе массив примыкает к долине Маттерталь. Штеккнадельхорн расположен на северо-запад от вершины Надельхорн. Северная сторона Штеккнадельхорн покрыта ледниками.

## Происхождение названия
Штеккнадельхорн имеет очень похожее название с расположенной рядом вершиной Надельхорн (нем. Stecknadel переводится как «булавка», нем. Nadel — «игла»). Обе они имеют характерную форму вершин (остроконечный пик), что и явилось основой их названий.

## История восхождений
Первое восхождение на вершину и её траверс совершил английский альпинист Оскар Эккенштейн в сопровождении местного горного гида Маттиаса Цурбриггена 8 августа 1887 года.
Классический маршрут восхождения на Штеккнадельхорн является частью восхождения на вершину Надельхорн. После восхождения на Надельхорн по гребню можно перейти на вершину.